# Чемпионат Вануату по футболу
Первый дивизион Вануату — высший дивизион первенства страны по футболу. Пока Футбольная федерация Вануату не открыла национальную лигу и не стала проводить турниры, приглашая клубы из соседних футбольных ассоциаций, главным футбольным первенством республики считалась Футбольная лига Порт-Вила.

## Клубы-участники чемпионата
В чемпионате участвуют 8 клубов. Чемпионат проходит в два круга. За всю историю чемпионатов Вануату в первом дивизионе участвовало 10 клубов.

### Амикал
ФК «Амикал» (англ. Amical FC) — футбольный клуб из Порт-Вила, Вануату. Победитель чемпионата в сезонах 2009/10, 2010/11 и 2011/12.

### Эракор Голден Стар
ФК «Эракор» (англ. Erakor GS F.C.) — футбольный клуб из города Порт-Вила, Вануату. Полное название Футбольный Клуб «Эракор Голден Стар» (англ. Erakor Golden Star Football Club). Играет на муниципальном городском стадионе «Port Vila Municipal Stadium». Тренер команды —  Нано Реубен. Капитан —  Samuel Kalros. В сезоне 2008/2009 заняли 7 место и вылетели из дивизиона уступив место новому клубу.

### Ифира Блэк Бёрд
ФК «Ифира Блэк Бёрд» (англ. Ifira Black Bird FC) — футбольный клуб из Порт-Вила, Вануату. В последнем сезоне команда заняла последнее 8-е место, покинув дивизион.

### Тафеа
Основная статья Тафеа (футбольный клуб)
ФК «Тафеа» (фр. и англ. Tafea FC) — футбольный клуб из Порт-Вилы, Вануату. Многократный чемпион Вануату.

### Типуджи Имере
ФК «Типуджи Имере» (англ. Tupuji Imere F.C.) — футбольный клуб из Порт-Вилы, Вануату. Играет на центральном стадионе Порт-Вила — Korman Stadium (вместимость 5 тысяч). Тренер команды —  Филипп Малас. В последнем сезоне команда заняла 3ье место. Победитель Лиги LBF в 2002 году.

### Весттан Вертс
ФК «Весттан Вертс» (англ. Westtan Verts F.C.) — футбольный клуб из Порт-Вила, Вануату. Основан в 2002 году. Играет на центральном стадионе Порт-Вила — Korman Stadium (вместимость 5 тысяч). Тренер команды —  Самсон Вюревюр. В последнем сезоне команда заняла 6-е место. Цвет формы — желто-зеленый.

### Ятел
ФК «Ятел» (англ. Yatel F.C.) — футбольный клуб из Порт-Вила, Вануату. Играет на центральном стадионе Порт-Вила — Korman Stadium (вместимость 5 тысяч). Тренер команды —  Джозеф Эдвард. В последнем сезоне команда заняла 4-е место. Цвет формы — бело-синий.

### Севенерс Юнайтед
ФК «Севенерс Юнайтед» (англ. Seveners United FC) — футбольный клуб из Порт-Вила, Вануату. В последнем сезоне команда заняла 5-е место.

### Спирит 08
ФК «Спирит 08» (англ. Spirit 08) дебютировал в чемпионате 2009/2010.

### Тэоума Экэдэми
ФК «Тэоума Экэдэми» (англ. Teouma Academy) дебютировал в чемпионате 2009/2010.

## Предыдущие победители
- 1994: Тафеа
- 1995: Тафеа
- 1996: Тафеа
- 1997: Тафеа
- 1998: Тафеа
- 1999: Тафеа
- 2000: Тафеа
- 2001: Тафеа
- 2002: Тафеа
- 2003: Тафеа
- 2004: Тафеа
- 2005: Тафеа
- 2006: Тафеа
- 2007: Тафеа
- 2008/09: Тафеа
- 2009/10: Амикаль
- 2010/11: Амикаль
- 2011/12: Амикаль
- 2012/13: Амикаль
- 2013/14: Амикаль
- 2014/15: Амикаль